# Fala (bướm đêm)
Fala là một chi bướm đêm thuộc họ Noctuidae.

## Các loài
- Fala ptychophora Grote, 1875